# Bahiopsis
Bahiopsis là một chi thực vật có hoa trong họ Cúc (Asteraceae).

## Loài
Chi Bahiopsis gồm các loài: